# Roemeense parlementsverkiezingen 1952

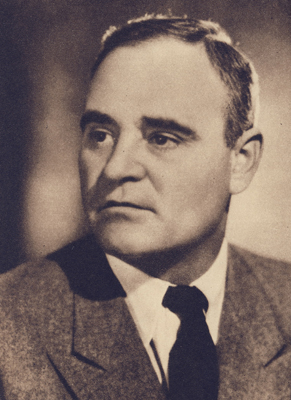
Dictator Gheorghe Gheorghiu-Dej (1901-1965), leider van de communistische partij (1944-1965), premier (1952-1955), staatshoofd (1961-1965)

De Roemeense parlementsverkiezingen van 1952 vonden op 30 november van dat jaar plaats. Op 24 september 1952 nam de Grote Nationale Vergadering een nieuwe grondwet aan waarna nieuwe verkiezingen werden uitgeschreven. Een nieuwe kieswet (aangenomen op 27 september) bepaalde dat er voor elk kiesdistrict een enkele kandidaat naar voren moest worden geschoven door het Volksdemocratisch Front - de door de Roemeense Arbeiderspartij (PMR) gecontroleerde mantelorganisatie -, die 50% van de stemmen moest halen om gekozen te worden. Wanneer er in een district minder dan 50% van de stemmen naar de kandidaat ging of er minder dan de helft van de kiezers de stembusgang hadden gemaakt, volgden nieuwe stemrondes, net zolang tot aan de wettelijke vereisten werd voldaan. Oud-grondbezitters, koelakken, fabrikanten, kosmopolieten en "misdadigers tegen de vrede en de menselijkheid" waren uitgesloten van het stemrecht. Het Volskdemocratisch Front kreeg ruim 98% van de stemmen. De verkiezingen van 1952 waren de eerste verkiezingen onder het volksdemocratisch bewind waaraan geen oppositie mocht meedoen.

## Uitslag
| Coalitie                        | Stemmen    | %       | Zetels    |
| ------------------------------- | ---------- | ------- | --------- |
| Volksdemocratisch Front         | 10.187.833 | 100,00% | 428 / 428 |
| Totaal                          | 10.187.833 | 100,00% | 428       |
|                                 |            |         |           |
| Geldige stemmen                 | 10.187.833 | 98,40%  |           |
| Blanco/ ongeldige stemmen       | 165.656    | 1,60%   |           |
| Totaal uitgebrachte stemmen     | 10.353.489 | 100,00% |           |
| Geregistreerde kiezers/ opkomst | 10.574.475 | 97,91%  |           |
| Bron: Nohlen & Stöver, WP       |            |         |           |